# 沼駿
沼 駿（ぬま しゅん、1991年6月18日 - ）は、日本の漫画家。代表作は『左門くんはサモナー』。2024年より『週刊少年ジャンプ』（集英社）にて『超巡!超条先輩』を連載。

## 来歴
JUMPトレジャー新人漫画賞に応募し、担当編集者に村越がつく。しかし沼は当時学生であったため、かなり長い間村越と連絡を取らなかった。卒業後に村越のアドバイスもあり、『少年ジャンプNEXT!!』（集英社）2014 vol.3で読切『モロモノの事情』を掲載し、デビューを果たす。『週刊少年ジャンプ』（同）2014年46号から48号にかけて短期連載。『週刊少年ジャンプ』 で『左門くんはサモナー』を2015年から2017年にかけて連載する。2024年、同誌にて超能力と警察官を描いたコメディの『超巡!超条先輩』の連載を開始し、2025年に連載終了。

## 人物

### 漫画制作
沼によると、話のつかみでは「最低限「どんな話なのか」と「誰が主要人物なのか」」をわかりやすくし、「強いインパクトとなって伝わるような絵や台詞の演出ができれば理想的」で、主人公の情報も早い段階で読者に伝えることがコツである。沼は「優先順位を明確にして余計な描写を排除する」ことが、話をテンポよくまとめる時には重要だと考えている。コメディを描く上で「ゲスなことをする主人公には必ず天罰が下ったり、強い言葉には同じくらい強いツッコミが返ってくる」といった、バランスを意識することを大切にしている。沼は台詞からネームを切る傾向が強いといい、絵より台詞が主体になる場面では吹き出しの形などで語調の起伏を表現している。主要な登場人物のデザインは、シルエットや目元のアップでも誰なのかわかることと、単純に描きやすいことも重視している。
2025年時点での1週間のスケジュールは、火曜日に打ち合わせをし、金曜日までネームを行う。沼によるとネームが1番大変だといい、行き詰った際には単行本のおまけページの執筆など、別の作業を行っている。土曜から月曜にかけて原稿を描く。

## 作品リスト

### 漫画作品

#### 連載
- モロモノの事情（『週刊少年ジャンプ』2014年46号[7] - 48号） - 短期連載[7]。『左門くんはサモナー』単行本2巻に収録[16]。
- 左門くんはサモナー（『週刊少年ジャンプ』2015年43号[8] - 2017年27号[9]）
- 超巡!超条先輩（『週刊少年ジャンプ』2024年11号[4] - 2025年28号[10]）

#### 読み切り
- モロモノの事情（『少年ジャンプNEXT!!』2014 vol.3） - デビュー作[6]。『左門くんはサモナー』単行本1巻に収録[17]。
- トリビュート企画「みんなのこち亀」（『週刊少年ジャンプ』2016年44号[18]） - 1ページ描きおろし漫画掲載[18]。
- 大江戸えれ鬼（『ジャンプGIGA』2018 WINTER vol.1[19]）
- 金と愛と私（『少年ジャンプ+』2019年8月10日[20]）
- 最弱!! ジェノサイドクイーン（『週刊少年ジャンプ』2022年18号[21]） - 「超正義（!?）ギャグ＆コメディ読切対決!!」企画作品[21]。
- おイナリ（『週刊少年ジャンプ』2022年39号[22]）
- 超巡！超条先輩（『週刊少年ジャンプ』2023年21・22合併号[23]）

### 書籍
- 『左門くんはサモナー』、集英社〈ジャンプコミックス〉2016年 - 2017年、全10巻
- 『超巡!超条先輩』、集英社〈ジャンプコミックス〉2024年 - 刊行中、既刊6巻（2025年7月4日現在）

### その他
- 『30th ANNIVERSARY ドラゴンボール 超史集-SUPER HISTORY BOOK-』集英社、2016年1月21日発売[24] - 寄稿[24]。
- 1ページ『こち亀』ギャグ（『こち亀ジャンプ』、2016年8月16日発売[25]）